# Батурин, Эдуард Феодосович
Эдуард Феодосович Батурин (род. 20 октября 1936) — бригадир экскаваторной бригады разреза «Красногорский», Герой Социалистического Труда.

## Биография
Родился в с. Ильино Каргасокского района (ныне — Томской области) в многодетной семье кузнеца, отец - Феодос Феодосович Батурин, в годы войны погиб в боях под Москвой. В 1953 году с семьей приехал в г. Междуреченск. Учился в школе № 1 (в наст. время — школа-интернат № 5). Когда учился в восьмом классе стал чемпионом по лыжным гонкам среди юношей Мысковского района.
Трудовую жизнь начал со временной работы – чистить вагоны. С 1954 года работал молотобойцем на строительстве ж/д Сталинск-Абакан в составе СМП № 155, с 1956 — на разрезе «Красногорский». Он пришёл на Красногорский разрез, ещё не окончив средней школы. Работал молотобойцем. Одновременно учился на курсах машинистов.
Машинистом экскаватора стал в двадцать лет. Поступил в школу рабочей молодежи. По окончании школы сразу поступил в техникум.
Эдуард Батурин первым в Кузбассе монтировал самую крупную и сильную машину ЭШ—15/90. К тому времени он защитил диплом техника. Знания пригодились при освоении новой машины: многое пришлось «доводить» по своему разумению.
В 1963 году становится делегатом съезда ВЦСПС от г. Междуреченска.
В 1965 за выполнение семилетнего государственного плана награждён орденом Трудового Красного Знамени.
С 1967 — бригадир экскаваторной бригады ЭШ-15/90, с монтажниками его бригада участвовала в сборке нового шагающего экскаватора ЭШ-10/60, осваивал сорокакубовый экскаватор ЭШ-40/85.
Звание Героя Социалистического Труда Батурину Э. Ф. присвоено Указом от 30 марта 1971 г. за выдающиеся заслуги и достижение высоких технико-экономических показателей в выполнении заданий 8-й пятилетки по развитию угольной промышленности. Был выбран делегатом XXIV съезда КПСС.
С 1990 года на пенсии. В настоящее время живёт в с. Горское Туапсинского района Краснодарского края.

## Награды
- Герой Социалистического Труда (1971) с вручением Ордена Ленина.
- Орден Трудового Красного Знамени (1965)
- Знак «Шахтёрская слава» III степени
- Юбилейная медаль «100 лет со дня рождения В.И. Ленина»